# 우분투 마테
우분투 마테(Ubuntu MATE)는 자유-오픈 소스 리눅스 배포판이자 우분투의 공식 2차적 저작물이다. 우분투와 다른 점은 우분투 데스크톱의 기본 사용자 인터페이스인 그놈 셸 대신에, 11.04 이전의 우분투에서 사용했던 그놈 2를 기반으로 만든 마테 데스크톱 환경을 기본 사용자 인터페이스로 사용한다는 것이다.
우분투 마테는 간혹 우분투 메이트(Ubuntu MATE)로 통용된다.

## 역사
우분투 마테 프로젝트는 Martin Wimpress와 Alan Pope가 시작하였으며, 첫 번째 배포판은 우분투 14.10을 기반으로 제작된 우분투의 비공식 파생판이었다. 뒤이어 장기간 지원을 위해 14.04 LTS를 배포했다.
2015년 2월, 우분투 마테는 공식 파생판이 되었다.

## 저전력 초소형 컴퓨터 지원
라즈베리 파이나 비글보드 또는 오드로이드 등 저전력 초소형 컴퓨터를 위한 다운로드를 지원하고 있다.

## LTS버전
LTS(Long Term Support)버전은 장기간 지원을 보장하는 안정성이 확보되는 버전이다.
장기지원(LTS)은 일반적으로 보다 오래 동안 지원되도록 고안된 특수 버전 또는 소프트웨어 버전이다. 특히 우분투와 같은 오픈 소스 소프트웨어 및 프로젝트에 적용할 수 있다.
소프트웨어 개발 프로세스 및 소프트웨어 릴리스 수명 주기에 안정성 엔지니어링이라는 기조를 적용하는 컴퓨터 소프트웨어의 제품 수명주기 관리 정책이다. 이러한 LTS(장기지원)은 소프트웨어 유지 보수 기간을 연장한다. 또한 소프트웨어 업데이트 (패치)의 유형과 빈도를 변경하여 소프트웨어 배포의 위험, 비용 및 중단을 줄이면서 소프트웨어의 신뢰성을 향상시킨다. 그러나 이것이 곧바로 기술 지원을 의미하지는 않는다.

## 같이 보기
- GTK+
- 리눅스 민트
- 우분투 그놈
- 우분투 유니티
- 주분투